# Aleksandr Oustinov
Pour les articles homonymes, voir Oustinov.
Aleksandr Oustinov (transcription anglaise : Alexander Ustinov) est un boxeur pieds-poings russe. Il est né le 7 décembre 1976. Il mesure 1,98 m pour 127 kg.

## Carrière
Aleksandr Oustinov est un combattant puissant, très efficace avec ses poings, même sil n'est pas le boxeur le plus technique du circuit.
Il a remporté plusieurs titres et remporté plusieurs tournois au sein de l'organisation K-1, notamment le K-1 World GP 2003 à Moscou, le K-1 Espagne en 2003, le K-1 Italie 2005, le K-1 Marseille 2006.

## Palmarès
Quelques victoires :
- 04/05/02   contre l'ukrainien Lakic Milan par décision au 3e round ;
- 28/05/03   contre l'ukrainien Jugoslav Delic par KO au 2e round ;
- 28/05/03   contre le russe Ruslan Bisaev par KO au 2e round ;
- 28/05/03   contre le russe Andrei Kirsanov par KO au 2e round ;
- 14/06/03   contre le français Gregory Tony par KO au 2e round ;
- 29/10/03   contre le biélorusse Alexey Rybalko par décision au 3e round ;
- 29/10/03   contre le russe Andrei Kirsanov par décision au 3e round ;
- 20/12/03   contre le croate Ivica Perkovic par décision au 3e round ;
- 20/12/03   contre l'anglais Gary Turner par décision au 3e round ;
- 20/12/03   contre le suisse Petar Majstorovic par KO au 3e round ;
- 01/07/04   contre l'américain Jeff Ford par KO au 1er round ;
- 07/08/04   contre le sud-africain Jan Nortje par décision au 3e round ;
- 11/09/04   contre le bosniaque Dusan Budala par KOT au 4e round ;
- 16/04/05   contre le suisse Bjorn Bregy par KOT au 1er round ;
- 16/04/05   contre le français Gregory Tony par décision au 3e round ;
- 16/04/05   contre le français Freddy Kemayo par décision au 3e round ;
- 06/05/05   contre le croate Mladen Brestovac par KO ;
- 02/10/05   contre le belge Brecht Wallis par décision ;
- 10/12/05   contre le belge Sebastien Van Thielen par décision au 3e round ;
- 10/12/05   contre le néerlandais Koos Wessells par KO ;
- 10/12/05   contre le néerlandais Ashwin Balrak par décision au 3e round ;
- 20/01/06   contre le néerlandais Alexander Novovic par décision au 3e round ;
- 20/01/06   contre le français Christophe Caron par KOT au 2e round ;
- 20/01/06   contre le français Brice Guidon par KO au 1er round ;

Aleksandr Oustinov a subi quelques défaites également, contre Rob Hanneman, Andrei Kirsanov, Alexey Ignashov et Brecht Wallis.